# Melsheim
Melsheim je občina v departmaju Bas-Rhin francoske regije Alzacija.
Leta 1990 je v občini živelo 478 oseb oz. 92 oseb/km².